# Willem Frederik Pop

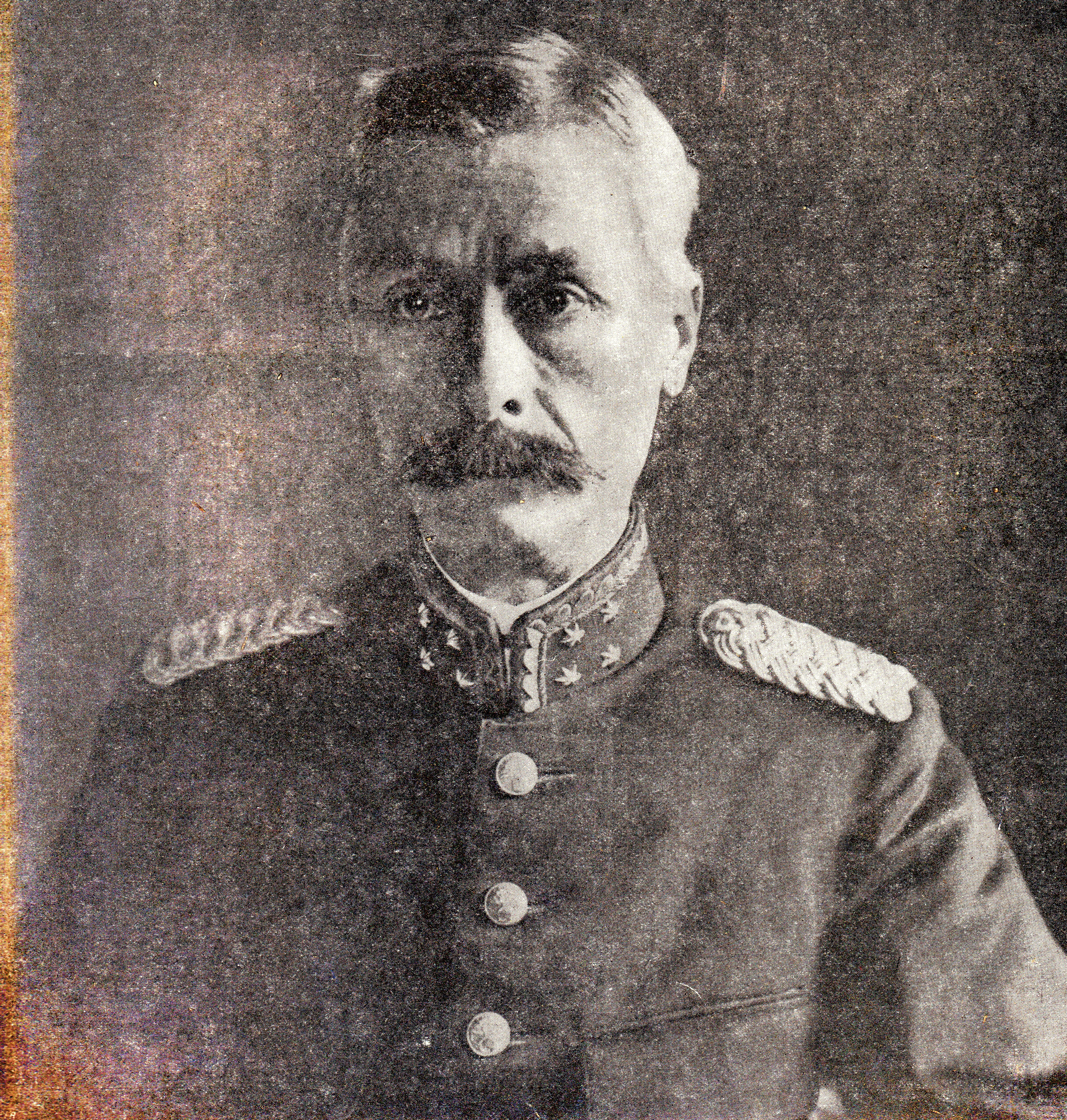
Willem Frederik Pop

Willem Frederik Pop ('s-Gravenhage, 14 juni 1858 – Voorburg, 24 juli 1931) was een Nederlands luitenant-generaal der artillerie en Minister van Oorlog.

## Loopbaan
Pop doorliep de HBS, trad in september 1874 als kanonnier in dienst bij de instructiecompagnie te Schoonhoven en werd geplaatst bij het tweede regiment vestingartillerie; twee jaar daarna  (1 december 1878) werd hij benoemd tot tweede luitenant bij de eerste afdeling vestingartillerie. In 1881 werd hij bevorderd tot eerste luitenant, waarna hij werd overgeplaatst naar de veldartillerie. Hij werd in 1894 benoemd tot kapitein bij de staf der artillerie met bestemming om te werk te worden gesteld bij de directie der Artillerie Inrichtingen; hij werd toen adjudant van de directeur van die inrichting. In 1897 werd Pop aangesteld als leraar aan de Hogere Krijgsschool. Hij werd in 1905 benoemd tot majoor bij de generale staf en hoofd van de IIde afdeling van het Department van Oorlog. In 1908 werd hij bevorderd tot luitenant-kolonel en toegevoegd aan de chef van de generale staf. Na zijn benoeming tot kolonel in 1911 werd hij aangesteld als commandant van het tweede regiment veldartillerie, vervolgens overgeplaatst bij de generale staf en benoemd tot sous-chef. In maart 1918 volgde zijn bevordering tot luitenant-generaal.
In 1921 verliet hij de militaire dienst als luitenant-generaal der artillerie, chef van de generale staf. Hij was commandant van de II-de divisie te Arnhem, vervolgens sous-chef van de generale staf en toen generaal Snijders optrad als opperbevelhebber volgde hij deze als chef van de generale staf op. Pop maakte van 31 maart 1920 tot 28 juli 1921, als opvolger van George Alting von Geusau, deel uit van het eerste ministerie Ruijs de Beerenbrouck. Hij trad af wegens de verwerping van artikel 27 der dienstplichtregeling. Pop was hoofdredacteur van de Militaire Spectator; kort na zijn aftreden volgde hij mr. P. Rink op als voorzitter van de bezuinigingscommissie. Pop was ridder in de Orde van de Nederlandse Leeuw en commandeur in de Orde van Oranje-Nassau met de Zwaarden. Hij was verder Ridder en Officier in het Legioen van Eer en gerechtigd tot het dragen van het ridderkruis in de Orde van St. Anna te Rusland. Pop overleed in 1931 en werd ter aarde besteld op Oud Eik en Duinen.